# Heinrich Philipp List
Heinrich (Philipp) List (* 31. Dezember 1906 in Suhl; † 19. Januar 1942 in Weimar) war ein deutscher Widerstandskämpfer gegen das Naziregime.

## Leben
Nach dem Besuch der Volksschule erlernte er den Beruf des Büchsenmachers. Zusammen mit Guido Heym, Alfred „Max“ Gerngroß, Fritz Köhler, Karl Weiß und Friedrich Heinze engagierte er sich im antifaschistischen Widerstand. Am 8. August 1941 wurde er als „Schutzhäftling“ mit der Nummer 8421 in Suhl registriert. Danach lieferte ihn die Gestapo in das KZ Buchenwald ein, wo er in den Block 10 kam. Dort erhielt er nach seiner Überführung am 2. Oktober 1941 die Häftlingsnummer 3439. Er verstarb in Buchenwald unter unbekannten Umständen.
Seine sterblichen Überreste wurden in Suhl auf dem Friedhof beigesetzt.